# Shahla (nome)
Shahla  è un nome proprio di persona arabo, persiano, urdu, azero e uzbeco femminile.

## Origine e diffusione
Il nome, che è scritto شهلا in alfabeti arabo e arabo-persiano, شہلا in alfabeto urdu, Шәһла/Şəhla in alfabeto azero e Шаҳло/Shahlo in alfabeto uzbeco deriva dall'aggettivo arabo أشهل (ʾašhal), al femminile شهلاء (šahlāʾ), e ha il significato di "dagli occhi blu scuro o rosso scuro".

## Persone
- Chahla Chafiq-Beski, scrittrice e sociologa iraniana
- Shahla Sherkat, giornalista, autrice e attivista iraniana